# Скарманьо
Скарма̀ньо (на италиански: Scarmagno; на пиемонтски: Scarmagn, Скарман) е село и община в метрополен град Торино, регион Пиемонт, Северна Италия. Разположено е на 278 m н.в. Към 1 януари 2023 г. населението на общината е 793 души, от които 48 са чужди граждани.

## География, административно деление и население
Разположено е в североизточната част на Метрополен град Торино, в подножието на източните склонове на хълма Мартинаска, в долната част на Канавезе. Територията има вълнообразен геометричен профил, с не особено подчертани височинни вариации, вариращи от 230 до 425 m надм. висосчина. Застроената площ се простира на изток в равнината на Страмбино.
Граничи със следните 5 общини: Пероза Канавезе, Виалфре, Романо Канавезе, Сан Мартино Канавезе и Мерченаско. Отстои на 36,6 km от Торино и на 105 km от Милано.
Има следните подселища (на итал. frazioni) и местности: Бесоло, Кроче Кастело и Мазеро.
Част е от общинското обединение „Малък моренов амфитеатър на Канавезе“ (Piccolo Anfiteatro Morenico Canavesano) заедно със Романо Канавезе, Мерченаско, Пероза Канавезе, Страмбино и Сан Мартино Канавезе.
Към 1 януари 2023 г. населението на общината е 793 души, от които 48 чужди граждани, сред които преобладават тези на Румъния – 25 души. Български граждани липсват.

## Топоним
Произходът на селото датира от древни времена и то винаги е било считано за важно.
Най-старите документи посочват името Scarmagnum заедно с по-редките графични варианти като Scarmanio и Scarmagnio, свързани с Exquadrum Magnum, във връзка с местоположението на селището в кадастралната мрежа на римската центуризация на провинция Епоредия.
В старите документи пише, че Scarmagnum и Scannarmi са наричани iudices et praepositi villarum (от лат. „съдии и надзорници на селището“), където живеят важни лица. Scarmagnum е голяма вила/селище, тъй като на келтски Schar означава вила-селище: magnum, добавено по-късно, означава голям, велик. Има и такива, които вярват, че това име произлиза от Scarmnum magnum – почти голяма табуретка, стратегически добра позиция за армии. От тук и изводът за древното значение на това селище.

## История
В документ от 1014 г. се съобщава, че господарят на Скарманьо е бил на страната на Ардуин: това е Газеуерти де Скараманьо, чиито имоти са конфискувани от император Хайнрих II заедно с тези на Ардуин. Феодите им са дадени на църквата на Верчели.
В началото на 1200 г. Оберто ди Скарманьо и Джакомо ди Скарманьо се заклеват за гражданство в Ивреа; Джакомо дава и парична гаранция срещу ангажимента да купи къща в Ивреа. През 1263 г. цели 158 мъже от Скарманьо се кълнат в конвенцията за борба срещу беровиерите (въоръжени мъже, дадени на приорите за изпълнение на заповеди); този значителен брой ни кара да предположим, че Скарманьо е било най-многолюдното селище в района.
През 1318 г. графовете на Скарманьо Доменико и Джовани правят акт на лоялност на граф Амадей V Савойски и на принц Филип I Савойски-Ахая. През 1339 г. Джовани д'Аудиксия ди Скарманьо отдава почит на Савойския граф и на маркграфа на Монферат Джовани II в Ивреа. През 1383 г. въоръжената група на Антонио ди Маце подлага на палежи и грабежи Скарманьо. През следващите години Скарманьо участва в бунта на Тукините и местният замък е разрушен. През 1391 г. Савойският граф налага изграждането на малка крепост в селището като компенсация за щетите, причинени от Тукините.
Около 1500 г. е възстановена енорийската църква в Скарманьо, а през 1504 г. се прекратява спорът между Общността и феодалите на Скарманьо за мелниците и фурните, начина им на използване и свързаните с тях данъчни тежести. През 1585 и 1630 г. Скарманьо е поразен от чума, като само през 1630 г. умират цели 157 негови жители; мъртвите са погребани извън града, около параклиса на Св. Евсебий.
Френските войници грабят селището през 1642 и 1705 г., нанасяйки сериозни щети на домовете, населението, църквата и на Общността. През XVII век Скарманьо има нов феодал – граф Карло Пероне от Ивреа, който заменя графовете Сан Мартино от Сан Мартино.
В началото на 1800 г. Скарманьо възстановява енорийската църква „Сан Микеле“ и през 1836 г. е основана Конгрегацията на милосърдието.
Към началото на 20 век е създадено Работническо дружество и веднага след това е издигната детска градина.

## Икономика
Селското стопанство се основава на производството на зърнени култури, пшеница, грозде и други плодове. Практикува се и отглеждането на говеда, свине, кози и птици. Индустрията се състои от компании, работещи в следните сектори: металургия, строителство, машиностроене, дървообработване, мебели и производство на офис машини, компютри и информационни системи, което представлява основната производствена дейност в района. Третичният сектор се състои от търговска мрежа (не значителна по размер, но достатъчна за задоволяване на основните нужди на населението) и набор от услуги, които включват банковото дело и информационните технологии.
До 60-те години на 20 век единствените ресурси на жителите идват от земеделието. В средата на десетилетието общината приема предложението на компанията Оливети да изгради нов завод, необходим за нови производства, в обширната равнинна зона с изглед към селото. В периода на съвместното предприятие с американската компания AT&T за една година в автоматизираната фабрика на тези заводи са произвеждани до 200 000 персонални компютъра. Много жители изоставят селскостопанска работа, предпочитайки да бъдат наети във фабриката. От 2000-те г., след кризата на Оливети и свързаното с това непрекъснато и прогресивно намаляване на производството, заводът е обект на множество проучвания за възстановяване и преустройство. Той изглежда предопределен за прогресивно пълно изоставяне с единствената конкретна възможност за преобразуване на площта в земеделска или горска земя.

## Забележителности

### Енорийска църква „Св. Архангел Михаил“
Енорийската църква (Chiesa parrocchiale di san Michele Arcangelo) се издига на мястото на древната енорийска църква, съществувала преди XVI век. Строежът ѝ започва на 15 август 1815 г. и тя е осветена на 28 септември 1817 г. Построена е от майстора строител Джулио Лоренцо Черути от Сан Джузепе д'Андорно (Биела) под ръководството на арх. Мартели от Страмбино. На 11 март 1840 г. кметството одобрява изграждането на входното пространство, хора и главната порта, и възлага на работата на дърводелеца Джакино Джовани от Ивреа. През 1870 г. по щукатурите работи Катанео. Стените и сводът са изрисувани от художника Сторноне и декоратора Брето. През 1864 г. е завършена и камбанарията по проект на арх. Джовани Гаджо.

### Параклис „Св. Марта“
Параклисът „Света Марта“ (Cappella di santa Marta) е построен преди 1585 г. През 1850 г. е разширен и ремонтиран от главния майстор Луиджи Моска. След Втората световна война в него е поставена красивата статуя на Пресвета Мария на мира, дело на кавалер Таверна от Торино, и е установен нейният празник. Братството на св. Марта е канонично издигнато през 1582 г. и е признато с папска була на Инокентий X на 20 януари 1648 г.

### Параклис „Рождение Богородично“
През 1886 г. параклисът (Cappella della Natività di Maria Vergine) е ремонтиран от главния майстор Паоло Моска и изглежда да съществува доста преди това. Освен красивата статуя на Мадоната от 1854 г. има и елегантна урна на Пресвета Мария като дете, дарена в последните години от вярващите. В хора има икона със Св. Йоаким, Св. Анна и Пресвета Богородица. Малката камбанария е построена от приорите през 1909 г.

### Църква „ Св. Евсебий в Мазеро“
Църквата (Chiesa di sant'Eusebio al Masero) е в романски стил и е построена преди XI век. Намира се недалеч от подселище Мазеро. Тя е доста добре запазена, особено апсидата. На южната стена има стенопис от 1424 г. вероятно на Доменико дела Марка от Анкона. От 2010 г. тя е част от канавезкия маршрут на Виа Франчиджена.

## Събития
- Карнавал на Скарманьо – първа седмица на март
- Празник на св. Йоан (festa di San Giovanni) – през юни
- Патронен празник на св. архангел Михаил – 29 септември

## Култура

### Образование
- Една държавна детска градина
- Едно държавно начално училище (от 1-ви до 5-и клас вкл.).
- Средните училища от първа степен, (от 6-и до 8-и клас вкл.) липсват, а тези от втора степен (от 9-и до 11-и или 12 клас вкл.) са в Страмбино, Павоне Канавезе, Алие и Сан Джорджо Канаевзе.[13]

### Религиозни центрове
- Католическа енорийска църква „Св. Архангел Михаил“ (Chiesa parrocchiale di san Michele Arcangelo)
- Католически параклис на Рождение Богородично (Cappella della Natività di Maria Vergine)
- Католическа енорийска църква „Св. Йоан Кръстител“ (Chiesa parrocchiale di san Giovanni Battista) – в подселище Бесоло
- Параклис „Св. Марта“ (Cappella di Santa Marta)
- Католически параклис на Мария Помощница (Cappella di Maria Ausiliatrice) – в подселище Мазеро
- Католическа църква „Св. Евзебий в Мазеро“ (Chiesa di sant'Eusebio al Masero) – в подселище Мазеро

## Транспорт
- Магистрала A5 Торино – Аоста, изход за Скарманьо, на 1 km
- Жп гара на линия Кивасо-Аоста, в градчето Страмбино, на 4 km
- Международни и междуконтинентални полети – летище Милано Малпенса, на 100 km; Международни и вътрешни полети – летище Торино Казеле, на 38 km
- Пристанище Генуа – на 181 km.
- Междуградски автобусни линии: GTT 133 Торино – Фолицо – Сан Джусто – Ивреа, 147 – 152 Силва – Виалфре – Ивреа – Кастеламонте, 156 Андрате – Номальо – Ивреа, 318 Кастелнуово Нигра – Кастеламонте; ARRIVA 265 Торино – Кивасо – Ивреа – Пон Сен Мартен; STAAV 309 Виалфре – Калузо; STAAV 308 Локана – Кастеламонте – Калузо, 357 Пероза Канавезе – Сан Джорджо Канавезе – Виалфре – Калузо.

## Известни личности
- Филипо Гайо (* 17 септември 1809, † 21 февруари 1878) – архитект, проектира камбанарии в Лесоло, Кашинете, Боленго и др.
- Едоардо Гайо – брат на предходния, секретар в Министерството на благоустройството
- Кавалер Алесандро Бесоло – майор на артилерията и директор на барутния склад във Фосано, който през 1854 г. кара да построят нов електромагнитен часовник[14]